# Ulica Bolesława Krzywoustego w Poznaniu
Ulica Bolesława Krzywoustego – ulica w Poznaniu mająca swój początek na moście Królowej Jadwigi, biegnąca w kierunku południowo-wschodnim do granicy miasta. Jedna z głównych arterii komunikacyjnych Poznania służąca jako droga wylotowa w kierunku Katowic, połączenie centrum Poznania z autostradą A2 oraz do komunikacji mieszkańców Szczepankowa i Rataj. Jedna z dłuższych ulic w Poznaniu. Na odcinku od ronda Rataje w kierunku granicy miasta nazywana jest potocznie Trasą Katowicką. Patronem ulicy jest Bolesław III Krzywousty.
Przed reformą sieci drogowej w 1985 roku arteria była częścią drogi państwowej nr 38.

## Historia

### Budowa
Ulica istniała przed II wojną światową, łączyła ul. Serafitek z ul. Nowe Rataje; planowane było jej przedłużenie w obydwu kierunkach. Była niewykończona i niezabudowana. W obecnej formie powstała w latach 1952-1977 w 2 etapach: w 1952 roku zrealizowano odcinek od mostu do ronda Rataje (później przedłużony od ronda do ul. Ostrowskiej, w latach 1974-1977 wybudowany został odcinek od ronda do granic miasta w ramach budowy 24-kilometrowego odcinka trasy wylotowej w kierunku Katowic (odcinek miejski to 9 km).

Planowany przebieg ulicy na planie ogólnym zagospodarowania Rataj z 1960 (R. Pawulanka, Z. Piwowarczyk, J. Schmidt) jako przedłużenie ul. Marchlewskiego

#### Lata 70. XX wieku
Na początku lat 70. XX wieku została zaprojektowana przez Biuro Projektów Budownictwa Komunalnego część ulicy na odcinku od ronda Rataje do granicy miasta. Inwestorem budowy był Zarząd Dróg i Mostów. Prace przy układaniu nawierzchni wykonywał Oddział Budowy Dróg w Garbach k. Swarzędza. Roboty rozpoczęto 4 marca 1974, a ukończono 26 czerwca 1977.
Wybudowano 7 obiektów inżynierskich (1 estakada, 4 wiadukty, 2 przejścia podziemne). Podczas budowy konieczne było uregulowanie biegu rzek płynących w pobliżu ulicy, m.in. na odcinku 1 070 m została skanalizowana Piaśnica. Wykonano kanalizację deszczową (2 482 m) oraz wyremontowano urządzenia melioracyjne wzdłuż ulicy. Na obszarze budowy przejścia podziemnego Lecha zlikwidowano  cmentarz parafialny i kaplicę cmentarną (służącą także jako kościół) istniejące tam od 1939. Według obliczeń wykonawcy ulica na wybudowanym odcinku miała powierzchnię 233 000 m².
16 marca 1976 budowę wizytowali: Edward Babiuch, Jerzy Zasada i Stanisław Cozaś. 

### Nazwa
Przed II wojną światową ulica była Aleją Bolesława Krzywoustego. W latach 1939–1943 nosiła nazwę Frundsbergallee, następnie przemianowano ją na Fritz Todt-Allee. Polską nazwę Bolesława Krzywoustego uzyskała z powrotem w 1946. Podczas budowy przedłużenia ulicy w latach 1974-1977 nowy odcinek nazywano ul. Nowoostrowską (ulica jest częściowo w osi przebiegu dawnej ul. Ostrowskiej) lub Trasą Katowicką. W ramach naprawy błędów powstałych w tzw. okresie błędów i wypaczeń Miejska Rada Narodowa postanowiła w 1976 zmienić nazwę ulicy Nowoostrowskiej na Krzywoustego na całej jej długości (od ronda Rataje do granic miasta), chociaż starą nazwą posługiwano się jeszcze w następnych latach.

## Przebieg i charakter ulicy

### Części ulicy w zarządzie ZDM Poznań

#### Odcinek powiatowy
Początkiem ulicy jest most Królowej Jadwigi. Stąd biegnie w linii prostej do ronda Rataje (na wschód od ulicy znajduje się osiedle Piastowskie i skwer Milana Kwiatkowskiego). Droga składa się z 2 jezdni 2-pasmowych z wydzielonym torowiskiem tramwajowym na pasie zieleni; w okolicy ronda Rataje są 3 pasy ruchu. Odcinek ma długość 686 m i został wybudowany w tym samym czasie co most Królowej Jadwigi (1952). Jest częścią I ramy komunikacyjnej. W 2001 roku szacunkowa liczba pojazdów przejeżdżających tym odcinkiem wynosiła 40 000 dziennie i 3 000 w ciągu godziny (wartość szczytowa).

#### Odcinek wojewódzki
Przebieg ulicy na tym odcinku od grudnia 1985 roku do 2000 roku był zgodny z przebiegiem drogi krajowej nr 42, następnie do grudnia 2014 był częścią drogi krajowej nr 11 – obecnie trasa omija Poznań zachodnią obwodnicą oraz fragmentem autostrady. Ulica, biegnąc od ronda Rataje, stopniowo zakręca w kierunku południowym. Na tym odcinku przebiega przez Rataje (osiedle Jagiellońskie, osiedle Oświecenia, Obrzyca, bocznica ŚKP (nieistniejąca)), Chartowo (osiedle Lecha, osiedle Czecha, Piaśnica), Żegrze (osiedle Orła Białego), Franowo (Wielkopolska Gildia Rolno-Ogrodnicza, Kinepolis, stacja kolejowa Poznań Franowo) i Szczepankowo. Droga na odcinku do Szczepankowa składa się 2 jezdni 3-pasmowych oddzielonych pasem zieleni, później następuje zwężenie do 2 pasów w każdym z kierunków. Jest to odcinek bezkolizyjny. Odcinek kończy się na węźle autostradowym Poznań Krzesiny z autostradą A2. Został wybudowany w latach 1974-1977. Od grudnia 2014 do 29 września 2015 odcinek ten posiadał klasyfikację drogi gminnej. Od 1 stycznia 2016 znajduje się w ciągu drogi wojewódzkiej nr 433.

### Części ulicy w zarządzie GDDKiA

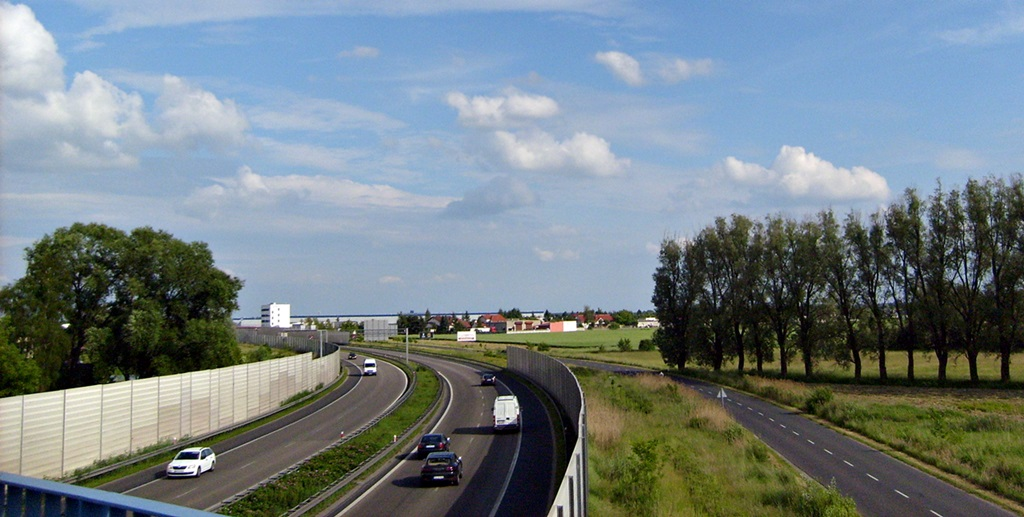
Trasa przy wiadukcie na Krzesinkach

#### Odcinek drogi ekspresowej S11
Przebieg ulicy na tym odcinku jest zgodny z przebiegiem drogi ekspresowej S11. Zaczyna się na węźle autostradowym z autostradą A2, a kończy na granicy miasta (znak drogowy na wysokości ul. Podjaryszki i Nad Krzesinką). Droga składa się z 2 jezdni 2-pasmowych oraz szerokiego pobocza oddzielonych pasem zieleni. Jest to odcinek bezkolizyjny. Został wybudowany w latach 1974-1977 i był przebudowywany w okresie od 3 kwietnia 2006 do 7 czerwca 2009 w ramach remontu 14-kilometrowego odcinka tej drogi.

## Obiekty inżynierskie
Obiekty w kolejności według odległości od ronda Rataje.

| Nazwa                                  | Rodzaj              | Budowa                         | Wykonawcy | Długość   | Zdjęcie | Uwagi |
| -------------------------------------- | ------------------- | ------------------------------ | --- | --------- | ------- | --- |
| tunel Jagielloński                     | przejście podziemne | 1 maja 1974 - 27 sierpnia 1976 | konstrukcja: Przedsiębiorstwo Robót Kolejowych nr 10 wykończenie: Komunalne Przedsiębiorstwo Budowlane Nr 2                                                                                          | 40 m      |         | Znajduje się dokładnie w osi przebiegu ul. Ostrowskiej sprzed 1974 roku (obecnie chodnik asfaltowy - dojścia do przejścia).  |
| estakada nad doliną Obrzycy            | estakada żelbetowa  | ok. 1974 - 1976                | roboty palowe: Poznańskie Przedsiębiorstwo Robót Inżynieryjnych Budownictwa Przemysłowego "Hydrobudowa-9" konstrukcja: Płockie Przedsiębiorstwo Robót Mostowych                                      | ok. 550 m |         | 2 odrębne jezdnie 3-pasmowe, 2 x 1 chodnik (bez dojść)                                                                       |
| tunel Lecha                            | przejście podziemne | ok. 1974 - 1976                | konstrukcja: Przedsiębiorstwo Robót Kolejowych nr 10 wykończenie: Komunalne Przedsiębiorstwo Budowlane Nr 2                                                                                          | 40 m      |         | Na terenie dawnego cmentarza parafialnego                                                                                    |
| wiadukt Jedności Słowiańskiej          | wiadukt żelbetowy   | ok. 1975 - 1976                | roboty palowe: Przedsiębiorstwo Robót Kolejowych Nr 15 w Warszawie konstrukcja i wykończenie: Płockie Przedsiębiorstwo Robót Mostowych                                                               |           |         | 2 odrębne jezdnie 3-pasmowe + 2 x 1 chodnik (bez dojść)                                                                      |
| wiadukt Jadwigi Szczawińskiej          | wiadukt żelbetowy   | ok. 1976 202x (remont)         | roboty palowe: Przedsiębiorstwo Robót Kolejowych Nr 15 w Warszawie konstrukcja i wykończenie: Płockie Przedsiębiorstwo Robót Mostowych                                                               | 115 m     |         | 1 jezdnia 2-pasmowa, 1 chodnik + 1 chodnik (szer. 0,4 m bez dojścia); dawniej wiadukt ruchu lokalnego (Ostrowska-Wiatraczna) |
| wiadukt na skrzyżowaniu z ul. Szwedzką | wiadukt żelbetowy   | XXI wiek                       | |           |         | |
| wiadukt kolejowy na Franowie           | wiadukt żelbetowy   | 1975 - 1977 2007-8 (remont)    | roboty palowe: Przedsiębiorstwo Robót Kolejowych Nr 15 w Warszawie konstrukcja i wykończenie: Przedsiębiorstwo Robót Kolejowych Nr 10 remont: Przedsiębiorstwo Usług Technicznych INTERCOR Sp. z o.o | 535 m     |         | 2 odrębne jezdnie 3-pasmowe + 2 x 1 chodnik                                                                                  |
| Węzeł autostradowy Poznań-Krzesiny     | wiadukt             | 2003                           | |           |         | |
| wiadukt tarnowski (Krzesinki)          | wiadukt żelbetowy   | ok. 1976 - 1977                | roboty palowe: Przedsiębiorstwo Robót Kolejowych Nr 15 w Warszawie wykonawca: Płockie Przedsiębiorstwo Robót Mostowych                                                                               | 131 m     |         | 1 jezdnia 2-pasmowa. W grudniu 2002 wiadukt został uszkodzony przez przejeżdżający pod nim zbyt wysoki pojazd ciężarowy.     |
| kładka dla pieszych                    |                     | XXI wiek                       | |           |         | |